# السترتوبوز

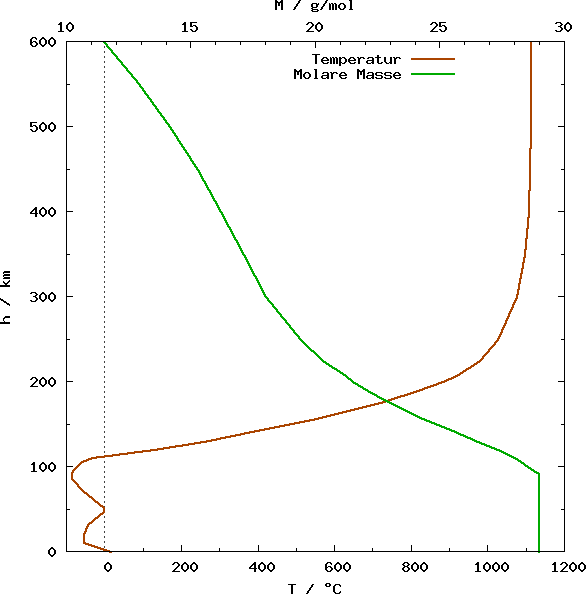

حد التراصف أو فاصل التراصف أو الفاصل الطبقي أو الستراتوبوز (بالإنجليزية: Stratopause)‏ هي طبقة تمتد بشكل وسطي من ارتفاع 11 كم حتى 48 كم، تشكل طبقة التروبوبوز حدها السفلي، وطبقة الستراتوبوز حدها السفلي، أخذت اسمها من الطبيعة المتطبقة Layered nature للهواء عند هذه المستويات، فهو هواء مستقر تنعدم فيه حركات المزج والحركات الحملانية بعكس (التروبوسفير).

## الستراتوسفير السفلى
تمتد هذه الطبقة حتى ارتفاع 20 كم وسطيًا، حيث تبقى درجة الحرارة ثابتة مع الارتفاع باستثناء بعض المواقع، وتبلغ درجة الحرارة هنا -55 درجة مئوية فوق العروض المعتدلة، يلاحظ في هذه الطبقة وجود أنماط مختلفة من الجريان الريحي، مع سرعات ريحية عالية في أسفل هذه الطبقة (التيارات النفاثة Jet streams)،تتشكل في بعض المواقع السحب السمحاقية Cirrus التي تعرف بأم السحب اللؤلؤية Pearl clouds.

## الستراتوسفير العليا
تبدأ هذه الطبقة عندما تأخذ درجة الحرارة بالارتفاع فوق العروض المدارية والمعتدلة حتى الستراتوبوز (نهاية الستراتوسفير)، حيث يبدأ انخفاض حاد لدرجة الحرارة، قدر معدل تزايد الحرارة في الستراتوسفير العليا بحوالي 4 درجات مئوية/كم.
ومادامت نسبة الأوزون الجوي تبدأ بالتناقص من الستراتوبوز (تركيزه بين 25-40 كم) حتى الستراتوسفير السفلى، لذا فإن درجة الحرارة تبدأ بالتناقص بشكل مشابه لأن طبقة الأوزون تمتص الأشعة الشمسية فوق البنفسجية.
يتميز طقس طبقة الستراتوسفير بالاستقرار وخلوه من السحب، كما يتصف هواء هذه الطبقة بالجفاف لقلة محتواه من بخار الماء (أقل من 0,02 غ/كغ)،بينما تبلغ هذه النسبة عند سطح البحر 40 غ/كغ وسطيًا.